# Matthew Emerton
Matthew James Emerton (* 9. November 1971 in Canberra) ist ein australischer Mathematiker und Hochschullehrer an der University of Chicago. Er befasst sich mit Algebraischer Geometrie, Zahlentheorie und Darstellungstheorie. 
Emerton studierte Mathematik an der University of Melbourne mit dem Bachelor-Abschluss 1993 und wurde 1998 bei Barry Mazur an der Harvard University promoviert (2-adic modular forms of minimal slope). 1998 wurde er Assistant Professor an der University of Michigan, 2000 an der University of Chicago und 2001 an der Northwestern University, an der er 2008 Professor wurde. 2011 wurde er Professor an der University of Chicago.
Er befasst sich mit dem p-adischen Langlands-Programm. Mit Toby Gee führte er dort eine neue geometrische Methoden ein (Emerton-Gee-Stack).
Er war 2014 Invited Speaker auf dem Internationalen Mathematikerkongress in Seoul (Completed cohomology and the p-adic Langlands Program).

## Schriften
- mit Frank Calegari: Completed cohomology – a survey, in: John Coates u. a., Nonabelian Fundamental Groups and Iwasawa Theory, London Math. Soc. Lecture Notes 393, 2011, S. 239–257
- mit Frank Calegari: Bounds for multiplicities of unitary representations of cohomological type in spaces of cusp forms, Annals of Mathematics, Band 170, 2009, S. 1437–1446.
- mit Mark Kisin: An introduction to the Riemann-Hilbert correspondence for unit F-crystals, in A. Adolphson, Geometric aspects of Dwork theory, Band 2, De Gruyter 2004, S. 677–700
- mit Mark Kisin: The Riemann-Hilbert correspondence for unit F-crystals, Asterisque, Band 293, 2004
- An introduction to the p-adic geometry of modular curves, Appendix in Gouvea, Deformations of Galois representations, in: B. Conrad, K. Rubin, Arithmetic Algebraic Geometry, IAS/Park City Mathematical Series 9, 2001, S. 377–398
- mit Mark Kisin: Unit L-functions and  a conjecture of Katz, Annals of Mathematics, Band 153, 2001, S. 329–354